# John Robert Osborn
John Robert Osborn (2 janvier 1899 - 19 décembre 1941) est un soldat canadien, récipiendaire de la croix de Victoria, la plus haute distinction militaire britannique, pour son courage et son sacrifice lors de la bataille de Hong Kong de 1941.
La caserne Osborn de Kowloon Tong (en) porte son nom (renommée « Caserne de Kowloon est » en 1997 lors de la rétrocession de Hong Kong à la Chine).

## Biographie
Né en Angleterre, Osborn arrive au Canada en 1920, après avoir servi dans la réserve navale royale durant la Première Guerre mondiale. Il s'installe d'abord au Saskatchewan avant de s'établir à Winnipeg dans le Manitoba. À 42 ans, il est adjudant de deuxième classe, occupant un poste de sergent-major de compagnie dans la compagnie A du 1er bataillon des Grenadiers de Winnipeg (en) dans l'armée canadienne (corps d'infanterie canadien) durant la Seconde Guerre mondiale lors de sa dernière bataille sur le mont Butler (en) à Hong Kong pour laquelle il reçoit à titre posthume la croix de Victoria.
Sa citation dans le London Gazette est la suivante : 

« À Hong Kong, au matin du 19 décembre 1941, une compagnie des Grenadiers de Winnipeg à laquelle appartenait le sergent-major de compagnie Osborn se divisa au cours d'une attaque sur le mont Butler, une colline s'élevant fortement au-dessus du niveau de la mer. Une partie de la compagnie dirigée par le sergent-major de compagnie Osborn s'empara de la colline à la pointe de la baïonnette et la tint pendant trois heures lorsque, en raison du nombre supérieur de l'ennemi et de tirs sur un flanc non protégé, la position devint intenable. Le sergent-major de compagnie Osborn et un petit groupe ont couvert la retraite et quand leur tour est venu de se replier, Osborn a combattu seul l'ennemi tandis que les autres ont réussi à rejoindre la compagnie. Le sergent-major de compagnie Osborn a dû affronter le feu des fusils et des mitrailleuses. Sans aucune considération pour sa propre sécurité, il a aidé et dirigé les traînards vers la nouvelle position de la Compagnie, s'exposant à de violents tirs ennemis pour couvrir leur retraite. Chaque fois que le danger menaçait, il était là pour encourager ses hommes.
Dans l'après-midi, la compagnie a été coupée du bataillon et complètement encerclée par l'ennemi qui a pu s'approcher à une distance suffisante pour lancer des grenades dans la légère dépression que la compagnie tenait. Plusieurs grenades ennemies ont été lancées que le sergent-major de compagnie Osborn a ramassées et rejetées. L'ennemi a lancé une grenade qui a atterri dans une position où il était impossible de la ramasser et de la rejeter à temps. En criant un avertissement à ses camarades, ce vaillant adjudant s'est jeté sur la grenade qui a explosé en le tuant instantanément. Son abnégation a sans aucun doute sauvé la vie de beaucoup d'autres.
Le sergent-major de compagnie Osborn a été un exemple inspirant pour tous tout au long de la défense qu'il a si magnifiquement aidée à maintenir contre une force ennemie écrasante pendant plus de huit heures et demie et à sa mort, il a fait preuve de la plus haute qualité d'héroïsme et de sacrifice de soi. »

Osborn est le premier Canadien à recevoir la croix de Victoria pendant la Seconde Guerre mondiale. C'est également la seule croix de Victoria décernée pour la bataille de Hong Kong.

## Postérité

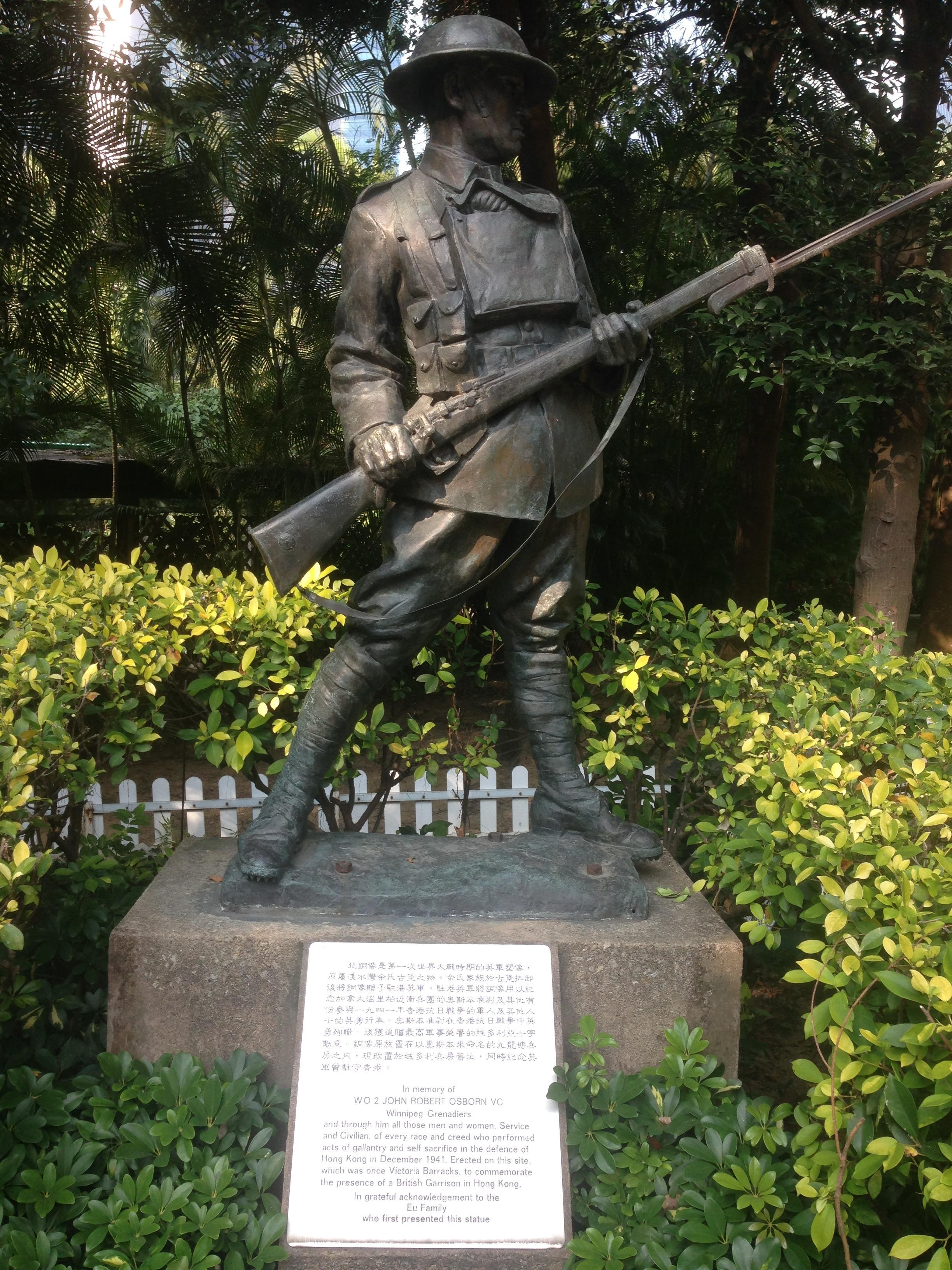
Statue d'un soldat anonyme de la Première Guerre mondiale faisant partie de la collection statuaire d'. La plaque commémorative de la bataille de Hong Kong est dédiée à tous les défenseurs de Hong Kong de décembre 1941 dont John Robert Osborn.

Il est commémoré par la statue d'un soldat anonyme de la Première Guerre mondiale au parc de Hong Kong. Elle est issue de la collection statuaire d'Eu Tong Sen (en) de la villa Eucliff. Lorsque cette demeure est démolie, la statue est offerte à la caserne Osborn de Kowloon dans les années 1980, où elle est restée 20 ans avant d'être transférée au parc de Hong Kong.
En 2005, une plaque commémorant de son sacrifice est inaugurée le long du sentier Wilson (en) à l'endroit supposé où il est mort, un lieu également marqué par un tas de roches à proximité du panneau, mais qui est relativement inaccessible en raison d'une épaisse végétation.
En 2005, Historica Canada dédie une Minutes du Patrimoine à son sacrifice héroïque. Son nom est gravé dans la salle commémorative du cimetière de guerre de Sai Wan à Hong Kong et une rue résidentielle de Brantford en Ontario est nommée en son honneur (Osborn Ave).
Son médailles sont exposées au musée canadien de la guerre d'Ottawa et une unité de l'armée de l'air canadienne porte son nom : ANAF John Osborn VC unité #1.